# Ikemen desu ne
Ikemen desu ne (美男ですね) est une série télévisée japonaise en onze épisodes de 54 minutes diffusée du 15 juillet au 23 septembre 2011 sur TBS.

## Synopsis
A la mort de leur père, un célèbre compositeur, les jumeaux Miko et Mio Sakuraba sont envoyés à l'orphelinat. Des années plus tard, désormais dans la vingtaine, les deux jeunes gens ont choisi des voies bien différentes.
Miko Sakuraba est simple, courageuse et altruite mais n'a pas son pareil pour enchaîner les bourdes. Elle a passé l'essentiel de sa vie à l'orphelinat et rêve désormais de devenir religieuse, conformément au souhait de son frère. Mio, lui, se destine à une carrière dans la musique et compte bien en profiter pour enquêter sur leur mère disparue. Il doit prochainement intégrer le célèbre boys band A.N.JELL.
Un jour, un homme excentrique prénommé Mabuchi débarque dans la vie de Miko : il lui demande de passer une audition à la place de son frère, parti à l'étranger pour une opération. Miko finit par s'y résoudre pour ne pas nuire à la carrière de son jumeau. Or, Mio met plus de temps que prévu à se rétablir et elle doit rejoindre le groupe contre son gré.
Miko, travestie en Mio, se retrouve ainsi à cohabiter avec le leader acariâtre Ren, le perspicace Shu et le candide Yuuki. Ren lui rend la vie infernale si bien que Miko redoute d'être démasquée... Pourra-t-elle préserver bien longtemps son secret au sein de la bande ? Qu'est-il advenu de sa mère ? Comment faire lorsqu'une rivale a d'emblée juré votre perte ? Et que se passera-t-il si Miko venait à s'éprendre de l'un de ses collègues ?

## Distribution

### A.N.JELL
- Miori Takimoto - Mio / Miko Sakuraba
  - Yura Furutachi - jeune Miko
  - Kuu Furutachi - jeune Mio
- Yūta Tamamori - Ren Katsuragi
  - Riu Tanaka (ja) - jeune Ren
- Taisuke Fujigaya - Shu Fujishiro
- Hikaru Yaotome (en) - Yuuki Hongo

### AJ Entertainment
- Masanobu Takashima (en) - Hiroshi Ando
- Shingo Yanagisawa (en) - Mabuchi Hajime
- Nana Katase - RINA
- Anna Nose (ja) - Sawagi Yumiko

### Autres
- Haruna Kojima - NANA
- Tanoshingo - Toru
- Miyuki Imori (en) - Sakuraba Shigeko
- Hisako Manda (en) - Mizusawa Reiko

### Journalistes
- Seiji Rokkaku (ja) - Deguchi
- Shigenori Yamazaki (en) - Hashimoto
- Yutaka Shimizu (ja) - Baba, fan de A.N.JELL
- Maiko Takahashi (ja) - Misaki
- Aoi (ja) - Nanami
- Moeri Aizumi (ja) - Ayumi

### Invités
- Kumi Kōda - elle-même (épisode 1)
- Yuko Aoki (en) - un des invités de la fête de bienvenue de Mio (épisode 1)
- Kato Sylwia (ja) - un des invités de la fête de bienvenue de Mio (épisode 1)
- Minami Tanaka - un des invités de la fête de bienvenue de Mio (épisode 1)
- Kōji Ishizaka - Harada (épisode 1)
- Kanon Tani (en) - un enfant de la Aozora Gakuen (épisode 1)
- Miyu Honda (en) - un enfant de la Aozora Gakuen (épisode 1)
- Nagashima Terumi (ja) - un enfant de la Aozora Gakuen (épisode 1)
- Uchida Junki - un enfant de la Aozora Gakuen (épisode 1)
- Kanon Kasuga (en) - un enfant de la Aozora Gakuen (épisode 1)
- Naoki Sasahara (ja) - un enfant de la Aozora Gakuen (épisode 1)
- Kazuya Aoyama - un enfant de la Aozora Gakuen (épisode 1)
- Yoshida Akane - un enfant de la Aozora Gakuen (épisode 1)
- Toshihiro Yashiba (en) - un garde de sécurité A.J Entertainment (épisode 2)
- Uchida Mikako (内田三香子) - une serveuse (épisode 3)
- Yukiko Yabe (ja) - une vendeuse dans un magasin (épisode 3)
- Ryo Fujimoto (ja) (藤本涼) (épisode 3)
- Yuto Tsujimoto (辻本優人) - le photographe (épisode 3)
- Kazuyo Aoki (en)
- Naohiro Masuda (ja) (升田尚宏) - le présentateur d'une émission (épisode 4)
- Shingo Katori - lui-même (épisode 6)
- Jang Geun-suk - lui-même (épisode 8)[1]

## Autour de la série
Ikemen desu ne est un remake japonais de la série télévisée sud-coréenne You're Beautiful. Le postulat est quasiment identique : l'histoire tourne autour d'un boys band fictif nommé A.N.JELL. Dans la version coréenne, l’actrice Park Shin-hye campe une sœur prête à prononcer ses vœux qui doit se faire passer pour son jumeau et prendre sa place au sein du groupe, ce qui conduit à une relation compliquée entre les membres. En plus de Park et Jang Geun-suk, la distribution originale comporte également deux stars de k-rock : Jung Yong-Hwa du groupe CN Blue et Lee Hongki du groupe F.T. Island. Dans la version japonaise, on retrouve Yūta Tamamori et Taisuke Fujigaya du boys band Kis-My-Ft2 (en) ainsi que Hikaru Yaotome issu de la formation Hey! Say! JUMP.
La scène emblématique de l'épisode final, centrée sur le concert d'A.N.JELL, a été filmée lors d'un show de Kis-My-Ft2 donné à la Yokohama Arena. 15 000 spectateurs étaient ainsi présents lors du tournage.

## Autres versions
- You're Beautiful, série télévisée sud-coréenne diffusée sur SBS en 2009 avec Jang Geun-suk, Jung Yong Hwa, Park Shin-hye et Lee Hong-ki.
- Fabulous Boys (en), série télévisée taïwanaise diffusée sur GTV (Gala Television) en 2013. Les acteurs choisis pour incarner les membres du groupe A.N.JELL sont Jiro Wang (Huang Tai Jing), Jacob Hwang (Jiang Xin Yu) et Evan Yo (Jeremy). Les rôles du nouveau membre et de sa sœur jumelle, baptisés Gao Mei Nu et Gao Mei Nan, sont endossés par Su Li Wen.

### Sources
- (en) Cet article est partiellement ou en totalité issu de l’article de Wikipédia en anglais intitulé « Ikemen desu ne » (voir la liste des auteurs).